# كهرباء الاحتكاك

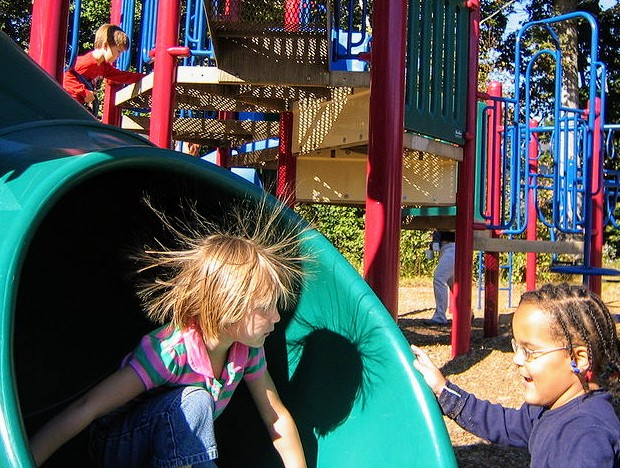
تسبب الكهرباء الساكنة الناجمة عن الاحتكاك في نفش شعر الطفلة بسبب التنافر بين الشحنات.

كهرباء الاحتكاك (ملاحظة 1) هي نوع من أنواع الكهربة بالتماس تظهرها بعض المواد باكتسابها للشحنات الكهربائية عند حكها أو تطبيق احتكاك عليها من مواد معينة.
من الأمثلة الشائعة حك بالون منفوخ بقطعة من الصوف ثم تقريبه من قصاصات ورقية صغيرة، أو تمرير مشط بلاستيكي عبر الشعر؛ حيث يظهر التجاذب بين الشحنات المتعاكسة.

## هوامش
- ملاحظة 1 كهرباء الاحتكاك [2] أو التكهرب بالاحتكاك [3]